# اورینوموس
اورینوموس (انگلیسی: Eurynomos) در اسطوره‌شناسی یونانی دایمون (اسطوره) (روح) اجساد پوسیده ساکن در دنیای مردگان در فرهنگ یونانی-رومی بود. توسط راهنماهای دلفی گفته می‌شود یکی از دیمون‌های هادس است که تمام گوشت اجساد را می‌خورد و فقط استخوان‌های آنها را باقی می‌گذارد.